# Platyura fugax
Platyura fugax är en tvåvingeart som först beskrevs av Johannes Winnertz 1863.  Platyura fugax ingår i släktet Platyura och familjen platthornsmyggor.
Artens utbredningsområde är Tyskland. Inga underarter finns listade i Catalogue of Life.